# Salvatore Bagni
Salvatore Bagni, född 25 september 1956 i Correggio, är en italiensk före detta fotbollsspelare. Under sin karriär spelade han som central mittfältare och vann Serie A med Napoli 1987. Han spelade totalt 40 landskamper och var med i Italiens trupp till VM 1986.

## Meriter
Inter
- Coppa Italia: 1982

Napoli
- Serie A: 1987
- Coppa Italia: 1987